# Cerastium pyrenaicum
Céraiste des Pyrénées
Espèce
Classification phylogénétique
Statut de conservation UICN

 LC  : Préoccupation mineure
Cerastium pyrenaicum (en français le Céraiste des Pyrénées) est une plante vivace herbacée du genre Cerastium et de la famille des Caryophyllaceae.

## Taxonomie
L'espèce Cerastium pyrenaicum est décrite par le botaniste français Jacques Étienne Gay en 1832, après qu'elle lui ait été signalée par Barthélemy Xatart, le pharmacien botaniste de Prats-de-Mollo.
Synonymes
- Cerastium alpinum subsp. pyrenaicum (J.Gay) Bonnier & Layens, 1894
- Cerastium endressianum Prolongo ex F.N.Williams, 1899
- Cerastium latifolium subsp. pyrenaicum (J.Gay) Nyman, 1878

Étymologie
Le nom de genre Cerastium provient du grec : kèras (= corne), probable référence à la forme des fruits du genre. Il a ensuite été latinisé par le botaniste allemand Johann Jacob Dillenius (1684-1747) puis, finalement pris en charge par Carl von Linné en 1753. Le nom d'espèce pyrenaicum se réfère à sa zone de distribution, dans les Pyrénées.

## Description

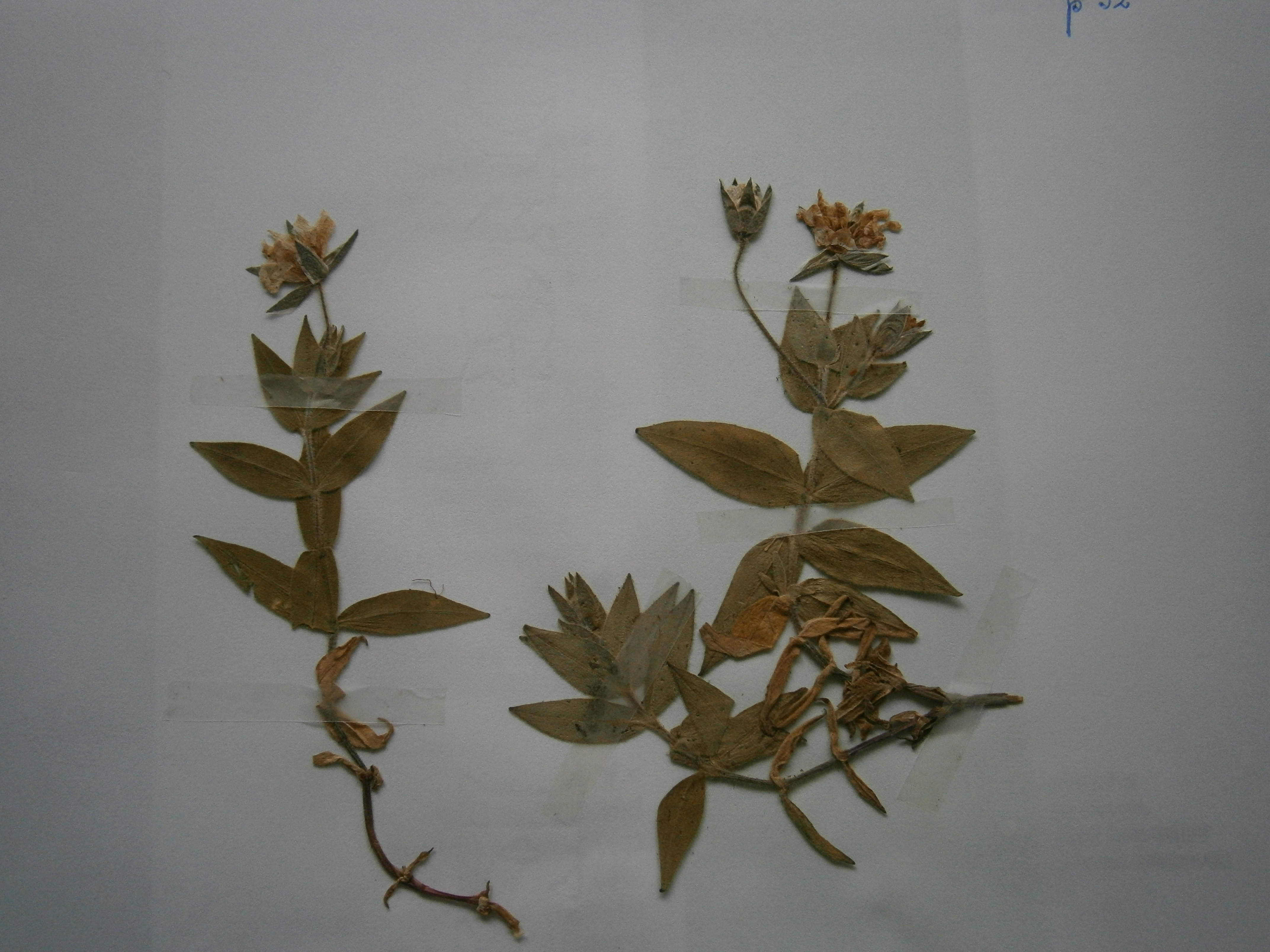
Un spécimen du massif du Carlit.

## Distribution et habitat
Cerastium pyrenaicum est présente dans la partie orientale des Pyrénées, soit en Catalogne (Espagne), dans les Pyrénées-Orientales et en Ariège (France) et en Andorre.
Cerastium pyrenaicum est une espèce lithophile, qui se rencontre en étage alpin dans les éboulis siliceux. Elle est notamment utilisée en montagne comme marqueur pour évaluer le degré de mobilité superficielle des versants d’éboulis.

## Protection
Cerastium pyrenaicum est évaluée Espèce de préoccupation mineure (LC) sur la Liste rouge de la flore vasculaire de France métropolitaine de 2019.